# 瓦爾卡瓦爾卡山
14°40′9″S 72°41′36″W / 14.66917°S 72.69333°W
瓦爾卡瓦爾卡山（Wallqa Wallqa），是秘魯的山峰，位於該國南部阿普里馬克大區的安塔班巴省，屬於安第斯山脈的一部分，處於倫圖科里山西南面，海拔高度約5,200米。